# Jacques Jean Reymond Maurel
Jacques Jean Reymond Maurel, baron de Rochebelle, est un homme politique français né le 10 novembre 1758 à Grenoble (Dauphiné) et décédé le 31 mai 1842 à Grenoble (Isère).

## Biographie
Avocat au Parlement de Grenoble avant la Révolution, il devient conseiller de préfecture en 1800, sous le Consulat, puis président de chambre à la Cour d'appel de Grenoble en 1811. Il est député de l'Isère de 1809 à 1815.
Il décède le 31 mai 1842 dans sa ville natale.

## Distinctions
- Chevalier de la Légion d'honneur (2 novembre 1814)[3]

## Écrits
- De l'influence de la poésie sur le bonheur public et privé, Paris, Blaise, 1814
- Le Problème important. Quand cela finira-t-il ? Comment cela finira-t-il ? ou Opinion d'un père de famille français sur la France passée, présente et future, Grenoble, Allier, 1820 (Lire en ligne)

## Sources
- « Jacques Jean Reymond Maurel », dans Adolphe Robert et Gaston Cougny, Dictionnaire des parlementaires français, Edgar Bourloton, 1889-1891 [détail de l’édition]
- Adolphe Rochas, Biographie du Dauphiné contenant l'histoire des hommes nés dans cette province qui se sont fait remarquer dans les Lettres, les Sciences, les Arts, etc.,Tome 2, Paris, Charavay, 1860, 520 p.